# Государственный переворот в Эстонии (1934)
Государственный переворот 1934 года (эст. 1934. aasta riigipööre) ознаменовал собой конец демократической Эстонии и начало периода авторитарного правления Константина Пятса («Эпохи Безмолвия»). Переворот начался в 14:00 12 марта 1934 года. Руководили им государственный старейшина Эстонии Константин Пятс, а также помогавший ему генерал Йохан Лайдонер. К вечеру того же дня управление государством взяли в свои руки государственный старейшина Пятс, а также его приближённые. К осени 1934 года организаторы прекратили формальную деятельность Парламента Эстонии (Рийгикогу), перейдя к полностью авторитарному правлению. Данное событие в истории Эстонии по-прежнему неоднозначно трактуется как в самой стране, так и за её пределами. В 2012 году Парламент Эстонии (Рийгикогу) отказался давать оценку перевороту 1934 года.

## Предпосылки
К началу 1930-х годов в политически нестабильной Первой Эстонской Республике резко усилилось влияние ультраправого движения вапсов (Лига ветеранов Освободительной войны), во главе с Артуром Сирком, весьма популярных в народе. Это ветеранское движение начало активно участвовать в политике, где достигло значительных успехов. Вапсы также выступали за установление в стране авторитарного режима по примеру Италии и Германии. На референдуме в 1933 году по новой Конституции был принят проект поддержанный вапсами. Чтобы избежать установления диктатуры вапсов, лидер аграрной партии Константин Пятс организовал сговор с генералом Лайдонером с целью захвата власти. Для совершения госпереворота Пятс и Лайдонер использовали три роты кадетов военного училища Тонди, а также политическую полицию Таллина.

## Хронология переворота
- 27 февраля 1934 был введён запрет на членство военнослужащих в политических организациях, что ослабило позиции вапсов.
- 12 марта 1934 в 14:00 государственный переворот начался в Таллине, где Константин Пятс объявил о введении в Эстонии чрезвычайного положения.
- 12 марта 1934 в 17:30 состоялось экстренное собрание правительства Пятса.
- 15 марта 1934 Константин Пятс выступил с политической речью в Рийгикогу.
- 22 марта 1934 Константин Пятс ввёл запрет на деятельность ветеранов-освободителей, вскоре вапсы были арестованы по обвинению в покушении на государственный переворот. Пятс запретил все политические партии и независимую прессу[3], демонстрации и забастовки.
- 25 сентября 1934 Карл Эйнбунд был назначен министром внутренних дел и вице-премьер-министром страны.
- 2 октября 1934 состоялось последнее заседание Рийгикогу, прекращение формальной деятельности которого ознаменовало начала диктатуры («Периода молчания»)[4].
- 1935 запрещена Немецко-балтийская партия, выражавшая интересы немцев и шведов Эстонии.